# Solana Sierra
Solana Sierra (født 17. juni 2004 i Mar del Plata, Argentina) er en professionel tennisspiller fra Argentina.